# ضنک
 شهرستان ضنک (به عربی:  ولایة ضنک )  یکی از شهرستانهای استان ظاهره در کشور پادشاهی عمان است. 

## جمعیت
جمعیت آن  در حدود ۱۷۴۶۴  هزار نفر می‌باشد.